# Difensore moderno
Col termine difensore moderno ci si riferisce ad un preciso stile di gioco nel tennistavolo.
Prevede generalmente l'esecuzione di chop col rovescio, e un'alternanza di chop, top e controtop sul dritto. Il difensore moderno si posiziona qualche metro (da uno a tre solitamente) distante dal tavolo, per avere più tempo di rispondere agli attacchi avversari. 
Ad alto livello non è uno stile frequente. I suoi più grandi esponenti in campo maschile sono Joo Se-Hyuk, Chen Weixing, Panagiotis Gionis e Ruwen Filus.